# Les Secrets des Enfoirés
Albums de Les Enfoirés
La Caravane des Enfoirés Les Enfoirés font leur cinéma
Les Secrets des Enfoirés est le dix-septième album enregistré par Les Enfoirés lors de leurs sept concerts au Zénith de Strasbourg du mercredi 23 au lundi 28 janvier 2008. L'album est certifié double disque de platine en France.

## Fiche technique
- Réalisé par Pascal Duchene
- Direction artistique : Anne Marcassus, Alexis Grosbois et Yves Mayet
- Directeur de production : Jean-Marc Poissenot
- Directeur technique : Djamil Benali
- Régisseur général : Pascale Diez
- Décors : Xavier Grosbois et Jean-Michel Laurent
- Créatrice de costumes : Charlotte Bétaillole
- Prompteur : David Introligator
- Équipe de production : Caroline Riot, Eric Facinetto, Francis Corbinus, Marion Traversi, Isabelle Didier, Yamina Ait Yahia, Didier Pondard, Sandrine Beslot, Corinne Licitra, Joeffrey Tintinger, Frédéric Saint Dizier

## Musiciens
- Basse, Arrangements & Direction d'Orchestre : Guy Delacroix
- Batterie : Laurent Faucheux
- Claviers : Ian Aledji & Jean-Luc Léonardon
- Claviers & Accordéon : Frédérick Gaillardet
- Guitares : Michel-Yves Kochmann & Sébastien Chouard

## Liste des chansons

### DVD 1
| No   | Titre                               | Musique | Auteur                               | Durée |
| ---- | ----------------------------------- | --- | ------------------------------------ | ----- |
| 1.   | Ville de lumière                    | Les Enfoirés                                                                                               | Gold                                 |       |
| 2.   | Manu Chao                           | Gérard Darmon, Garou, Lorie, Jean-Baptiste Maunier et Pierre Palmade                                       | Les Wampas                           |       |
| 3.   | Argent trop cher                    | Céline Dion, Jenifer, Christophe Maé et Pascal Obispo                                                      | Téléphone                            |       |
| 4.   | Medley : "Mister Restos 2008" :     | |                                      |       |
|      | - Tu trouveras                      | Christophe Maé                                                                                             | Natasha Saint-Pier                   |       |
|      | - Avec les filles je ne sais pas    | Jean-Jacques Goldman et Julie Zenatti                                                                      | Philippe Lavil                       |       |
|      | - Laisse-moi t'aimer                | Patrick Bruel                                                                                              | Mike Brant                           |       |
|      | - Rappelle-toi Minette              | Francis Cabrel et Mimie Mathy                                                                              | Patrick Juvet                        |       |
|      | - La maison du bonheur              | Michèle Laroque, Maxime Le Forestier et Mimie Mathy                                                        | Francis Lalanne                      |       |
|      | - J’m’attendais pas à toi           | Patrick Bruel, Francis Cabrel, Jean-Jacques Goldman, Maxime Le Forestier, Christophe Maé et Pierre Palmade | Patrick Bruel                        |       |
| 5.   | Le dîner :                          | |                                      |       |
|      | - La plus belle pour aller danser   | Michèle Laroque                                                                                            | Sylvie Vartan                        |       |
|      | - Mon cœur, mon amour               | Michèle Laroque                                                                                            | Anaïs                                |       |
|      | - Le dîner                          | Francis Cabrel, Frédéric Diefenthal et Marc Lavoine                                                        | Bénabar                              |       |
|      | - Viens je t'emmène                 | Michèle Laroque                                                                                            | France Gall                          |       |
|      | - Chez Laurette                     | Michèle Laroque                                                                                            | Michel Delpech                       |       |
| 6.   | Que serais-je sans toi              | Bénabar, Amel Bent, Julien Clerc et Claire Keim                                                            | Jean Ferrat                          |       |
| 7.   | Medley : "Au secret" :              | |                                      |       |
|      | - Le Bal des Laze                   | Francis Cabrel et Christophe Maé                                                                           | Michel Polnareff                     |       |
|      | - On écrit sur les murs             | Bénabar et Maxime Le Forestier                                                                             | Demis Roussos                        |       |
|      | - Je me suis fait la belle          | Gérald De Palmas et Elsa                                                                                   | Louis Chédid                         |       |
|      | - Jailhouse Rock                    | Garou et David Hallyday                                                                                    | Elvis Presley                        |       |
|      | - Mirador                           | Patrick Fiori et Catherine Lara                                                                            | Johnny Hallyday                      |       |
|      | - Ma liberté de penser              | Amel Bent, Karen Mulder et les petits chanteurs de Strasbourg.                                             | Florent Pagny                        |       |
| 8.   | Aimer est plus fort que d'être aimé | Jenifer, Maurane, Hélène Ségara et Zazie                                                                   | Daniel Balavoine                     |       |
| 9.   | En apesanteur                       | Tina Arena, Patrick Fiori, Claire Keim et Pascal Obispo                                                    | Calogero                             |       |
| 10.  | Les matins d’hiver                  | Francis Cabrel, Elsa, Marc Lavoine et Maurane                                                              | Gérard Lenorman                      |       |
| 11a. | Louxor, j'adore                     | Patrick Bruel, MC Solaar et Zazie                                                                          | Philippe Katerine                    |       |
| 11b. | Don't Stop the Music                | Lorie | Rihanna                              |       |
| 12.  | Qui a tué grand-maman ?             | Julien Clerc, Garou, Jean-Jacques Goldman et les petits chanteurs de Strasbourg.                           | Michel Polnareff                     |       |
| 13.  | Medley : "Le match" :               | |                                      |       |
|      | - Relax, Take It Easy               | Alizée, Zazie                                                                                              | Mika                                 |       |
|      | - Love Don't Let Me Go              | Jean-Baptiste Maunier et Pascal Obispo                                                                     | David Guetta                         |       |
|      | - Garçon                            | Michèle Laroque, Jean-Baptiste Maunier et Karen Mulder                                                     | Koxie                                |       |
|      | - Ding Dang Dong                    | David Hallyday et Marc Lavoine                                                                             | Ringing at your Bell) (Rita Mitsouko |       |
|      | - Black horse and the cherry tree   | Nolwenn Leroy et Julie Zenatti                                                                             | KT Tunstall                          |       |
|      | - Fous ta cagoule                   | Gérard Jugnot, Lââm, Michèle Laroque, Marc Lavoine, Nolwenn Leroy, Christophe Maé et Jean-Baptiste Maunier | Fatal Bazooka                        |       |
| 14.  | Je n’ai pas changé                  | Tina Arena, Bénabar, Gérard Darmon et Nolwenn Leroy                                                        | Julio Iglesias                       |       |
| 15a. | I Want to Know What Love Is         | Tina Arena, Céline Dion, David Hallyday et Lââm                                                            | Foreigner                            |       |
| 15b. | Like A Prayer                       | Catherine Lara et les petits chanteurs de Strasbourg                                                       | Madonna                              |       |
| 16.  | Medley : "Fan" :                    | |                                      |       |
|      | - Fan                               | Alizée, Amel Bent, Julie Zenatti                                                                           | Pascal Obispo                        |       |
|      | - Smoke on the Water                | Karen Mulder                                                                                               | Deep Purple                          |       |
|      | - Seven Nation Army                 | Michael Jones                                                                                              | The White Stripes                    |       |
|      | - Walk This Way                     | Garou | Aerosmith                            |       |
|      | - Message in a Bottle               | Tina Arena                                                                                                 | The Police                           |       |
|      | - Jump                              | Pascal Obispo                                                                                              | Van Halen                            |       |

## DVD 2
| No   | Titre                                  | Auteur                      | Durée |
| ---- | -------------------------------------- | --------------------------- | ----- |
| 17.  | Medley : "La magie" :                  |                             |       |
|      | - Magie noire                          | Philippe Russo              |       |
|      | - Ensorcelée                           | Lorie                       |       |
|      | - La fièvre dans le sang               | Alain Chamfort              |       |
|      | - A kind of magic                      | Queen                       |       |
|      | - La salsa du démon                    | Grand Orchestre du Splendid |       |
|      | - C’est quand le bonheur               | Cali                        |       |
| 18.  | Le cœur volcan                         | Julien Clerc                |       |
| 19a. | Double Je                              | Christophe Willem           |       |
| 19b. | Stayin' Alive                          | Bee Gees                    |       |
| 20.  | Medley : "Le secret des chiffres" :    |                             |       |
|      | - Quand j'étais chanteur               | Michel Delpech              |       |
|      | - Trois nuits par semaine              | Indochine                   |       |
|      | - Michèle                              | Gérard Lenorman             |       |
|      | - Dominique                            | Sœur Sourire                |       |
|      | - Alors regarde                        | Patrick Bruel               |       |
|      | - Donne moi ma chance                  | Richard Anthony             |       |
| 21.  | Toi, mon amour                         | Marc Lavoine                |       |
| 22.  | Medley "Je l'aime à mourir"            | Francis Cabrel              |       |
|      | Je l'aime à mourir (version endormie)  | Francis Cabrel              |       |
|      | Je l'aime à mourir (version jazz)      | Francis Cabrel              |       |
|      | Je l'aime à mourir (version japonaise) | Francis Cabrel              |       |
|      | Je l'aime à mourir (version hard-rock) | Francis Cabrel              |       |
|      | Je l'aime à mourir (version opéra)     | Francis Cabrel              |       |
|      | Je l'aime à mourir (version rap)       | Francis Cabrel              |       |
|      | Je l'aime à mourir (version originale) | Francis Cabrel              |       |
| 23.  | Éducation sentimentale                 | Maxime Le Forestier         |       |
| 24.  | L’amitié                               | Françoise Hardy             |       |
| 25.  | La Chanson des Restos                  | Les Enfoirés                |       |

## Artistes
41 artistes ont participé à au moins un des sept concerts (un astérisque indique ceux ayant participé à tous les concerts) :
- Alizée*
- Tina Arena*
- Bénabar
- Amel Bent*
- Patrick Bruel*
- Francis Cabrel*
- Julien Clerc
- Gérard Darmon
- Gérald De Palmas
- Frédéric Diefenthal (Première participation)
- Céline Dion
- Elsa*
- Patrick Fiori*
- Garou*
- Jean-Jacques Goldman*
- David Hallyday
- Jenifer
- Michael Jones*
- Gérard Jugnot
- Claire Keim*
- Lââm*
- Catherine Lara
- Michèle Laroque*
- Marc Lavoine*
- Maxime Le Forestier*
- Nolwenn Leroy*
- Lorie*
- Christophe Maé (Première participation)
- Mimie Mathy*
- Jean-Baptiste Maunier*
- Maurane*
- MC Solaar*
- Kad Merad*
- Karen Mulder*
- Pascal Obispo*
- Pierre Palmade*
- Hélène Ségara
- Christophe Willem (Première participation)
- Zazie
- Julie Zenatti

## Classements hebdomadaires
| Classement (2008)            | Meilleure place |
| ---------------------------- | --------------- |
| Belgique (Wallonie Ultratop) | 1               |
| France (SNEP)                | 1               |
| Suisse (Schweizer Hitparade) | 2               |

## Certifications
| Pays           | Certification | Unités certifiées |
| -------------- | ------------- | ----------------- |
| Belgique (BEA) | Platine       | 20 000            |
| France (SNEP)  | 2 × Platine   | 400 000           |
| Suisse (IFPI)  | Or            | 10 000            |